# Fermín Galán (obra de teatro)
Fermín Galán es una obra de teatro en tres actos, divididos en catorce episodios, de Rafael Alberti estrenada en 1931.

## Argumento
En forma de romance de ciego, la obra recrea los últimos meses de vida del militar español Fermín Galán, sublevado en Jaca, junto a Ángel García Hernández, condenado y posteriormente ejecutado, que llegó a convertirse en un héroe de la II República española.

## Representaciones destacadas
- Teatro Español, Madrid, 1 de junio de 1931.
  - Escenografía: Sigfrido Burmann.
  - Intérpretes: Margarita Xirgu.

### Polémica
Durante el estreno se generó una enorme trifulca entre el público, cuando en el segundo acto el personaje de la Virgen María aparece en escena, declarándose republicana y reclamando la cabeza del rey. Los asistentes, enfurecidos por la blasfemia, se abalanzaron sobre el escenario y hubo de bajarse el telón cortaincendios de acero para evitar males mayores.